# Kargınkızıközü, Kaman
Karkınkızıközü là một xã thuộc huyện Kaman, tỉnh Kırşehir, Thổ Nhĩ Kỳ. Dân số thời điểm năm 2010 là 216 người.